# Annalisa Drew
Annalisa Drew (Lawrence, 28 de mayo de 1993) es una deportista estadounidense que compite en esquí acrobático, especialista en la prueba de halfpipe.
Consiguió una medalla de bronce en los X Games de Invierno. Participó en dos Juegos Olímpicos de Invierno, en los años 2014 y 2018, ocupando el cuarto lugar en Pyeongchang 2018, en el halfpipe.

## Medallero internacional
| \| X Games de Invierno \| X Games de Invierno \| X Games de Invierno \| X Games de Invierno \| \| Año \| Lugar \| Medalla \| Prueba \| \| ------------------- \| ---------------------- \| ------------------- \| ------------------- \| \| 2016 \| Aspen (Estados Unidos) \| Medalla de bronce \| Superpipe \| |                        |                   |           |
| X Games de Invierno |                        |                   |           |
| Año | Lugar                  | Medalla           | Prueba    |
| 2016 | Aspen (Estados Unidos) | Medalla de bronce | Superpipe |